# Medalla al Mérito de Inteligencia
La Medalla al Mérito de Inteligencia es otorgada por la Agencia Central de Inteligencia por el desempeño de un servicio especialmente meritorio o por logros notoriamente superiores a los deberes normales.

## Destinatarios notables
- Gust Avrakotos
- George W. Cave [cita requerida]
- John Chambers (1923-2001), maquillador de Hollywood involucrado en el Subterfugio canadiense durante la crisis de rehenes de Irán de 1979 (también conocido como Jerome Calloway)[2]
- Gene A. Coyle[3]
- Richard G. Fecteau[4]
- J. B. E. Hittle
- Gina Haspel[5]
- Stephen Kasarda[6]
- Harry E. Mason
- Edmund H. Nowinski[7]
- Robert Schaller[8]
- Frank Snepp
- John Stockwell
- David O. Sullivan[9]
- Al Ulmer
- Charles Wilson, primer civil en recibir la medalla
- Mark Kelton, exsubdirector del Servicio Nacional Clandestino de Contrainteligencia[10]
- John J. Hicks, exdirector del Centro Nacional de Interpretación Fotográfica; por su trabajo durante la Crisis de los Misiles Cubanos[11]